# Thyridiphora furia
Thyridiphora furia là một loài bướm đêm trong họ Crambidae.